# Śnieżyca (roślina)
Śnieżyca (Leucojum L.) – rodzaj roślin z rodziny amarylkowatych. Do rodzaju należą dwa gatunki. Ich zasięg obejmuje Europę i zachodnią Azję – od Wysp Brytyjskich poprzez środkową i południową część Europy po rejon Kaukazu i Iran. Śnieżyca wiosenna L. vernum występuje jako gatunek rodzimy w Polsce, śnieżyca letnia L. aestivum jest efemerofitem – przejściowo dziczejącym z upraw.
Oba gatunki są uprawiane jako ozdobne. Śnieżyca letnia wykorzystywana jest także jako źródło galantaminy wykorzystywanej m.in. w przypadku choroby Alzheimera.

## Morfologia
Rośliny cebulowe o dzwonkowatych, zwisających kwiatach zbudowanych z 6 listków okwiatu. Kwiaty wyrastają po 2 lub 3 na wierzchołkach cienkich pędów kwiatowych o wysokości do 60 cm. Liście trawiaste, wąskie.

## Systematyka
Pozycja systematyczna rodzaju według APW (2001...)
Rodzaj należy do grupy (plemię/podrodzina) Galantheae Salisbury (synonimy: Galanthaceae G. Meyer, Leucojaceae Batsch) tworzącej klad z trzema innymi grupami euroazjatyckimi (Lycoridae + Pancratieae + Narcisseae) w obrębie rodziny amarylkowatych Amaryllidaceae J. Saint-Hilaire z rzędu szparagowców Asparagales.
Pozycja systematyczna rodzaju w systemie Reveala (1993–1999)
Gromada okrytonasienne (Magnoliophyta Cronquist), podgromada Magnoliophytina Frohne & U. Jensen ex Reveal, klasa jednoliścienne (Liliopsida Brongn.), podklasa liliowe (Liliidae J.H. Schaffn.), nadrząd Lilianae Takht., rząd amarylkowce (Amaryllidales Bromhead), rodzina amarylkowate (Amaryllidaceae J. St.-Hil.), rodzaj śnieżyca (Leucojum L.).
Wykaz gatunków
- śnieżyca wiosenna Leucojum vernum L.
- śnieżyca letnia Leucojum aestivum L.